# بوبي ترينور
بوبي ترينور (بالإنجليزية: Bobby Trainor)‏ هو لاعب كرة قدم أيرلندي شمالي سابق كان يلعب كمدافع. سبق له أن لعب في كأس العالم لكرة القدم مع منتخب بلاده.

## المسيرة الاحترافية

### أندية لعب لها
- نادي كوليرين
- غلينتوران